# Kozielno
Kozielno (deutsch Kosel) ist ein Ort in der Stadt- und Landgemeinde Paczków im Powiat Nyski der Woiwodschaft Opole in Polen.

## Geographie

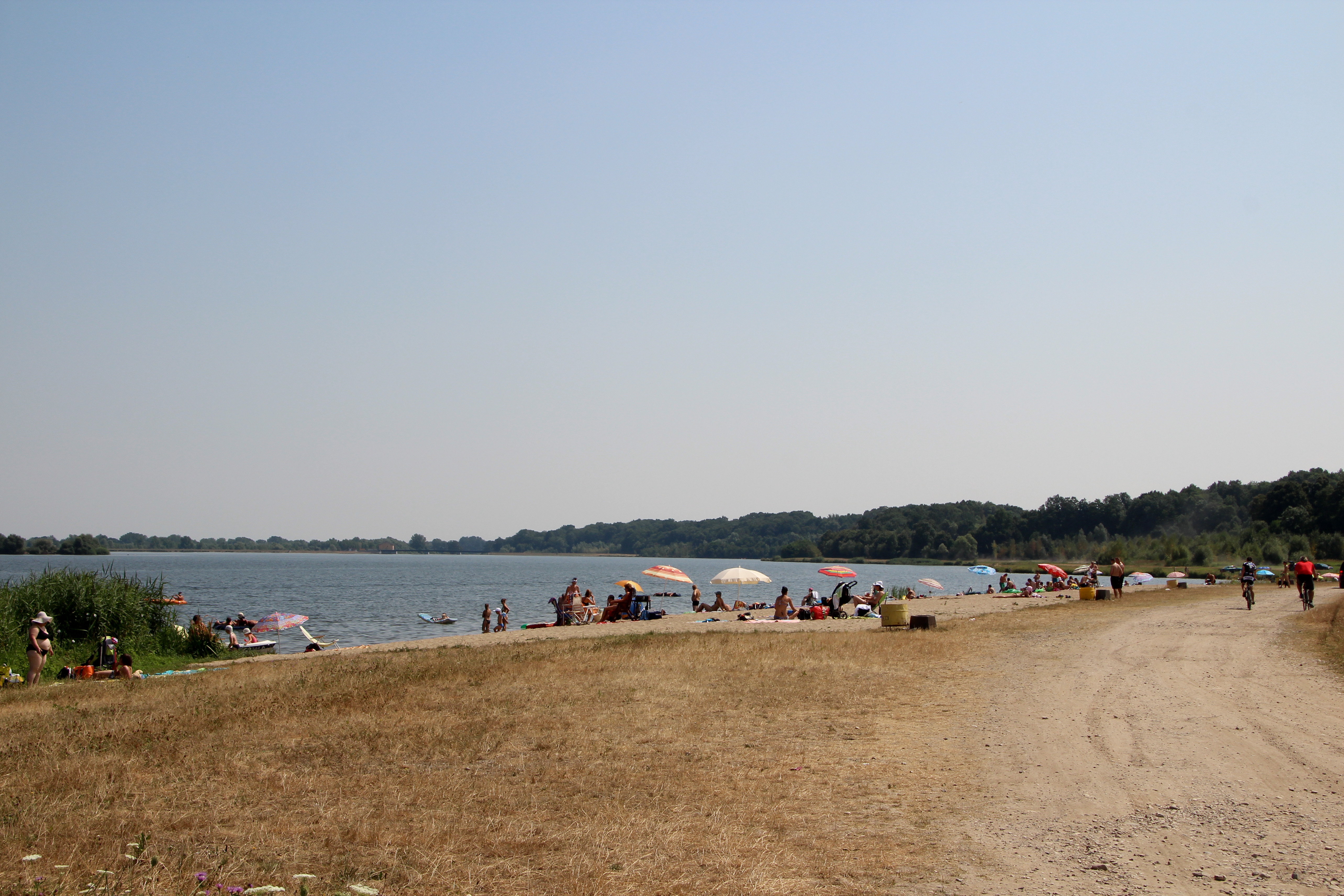
Jezioro Paczkowskie

Das Straßendorf Kozielno etwa vier Kilometer nordwestlich von Paczków (Patschkau), 30 Kilometer westlich von Nysa (Neisse) und 84 Kilometer südwestlich von Opole. Nördlich liegt der Patschkauer Stausee, der die Glatzer Neiße staut. Südlich liegt das Reichensteiner Gebirge.
Nachbarorte sind Błotnica (Plottnitz) im Westen, der Paczków (Patschkau) im Osten und im Süden Kamienica (Kamitz).

## Geschichte

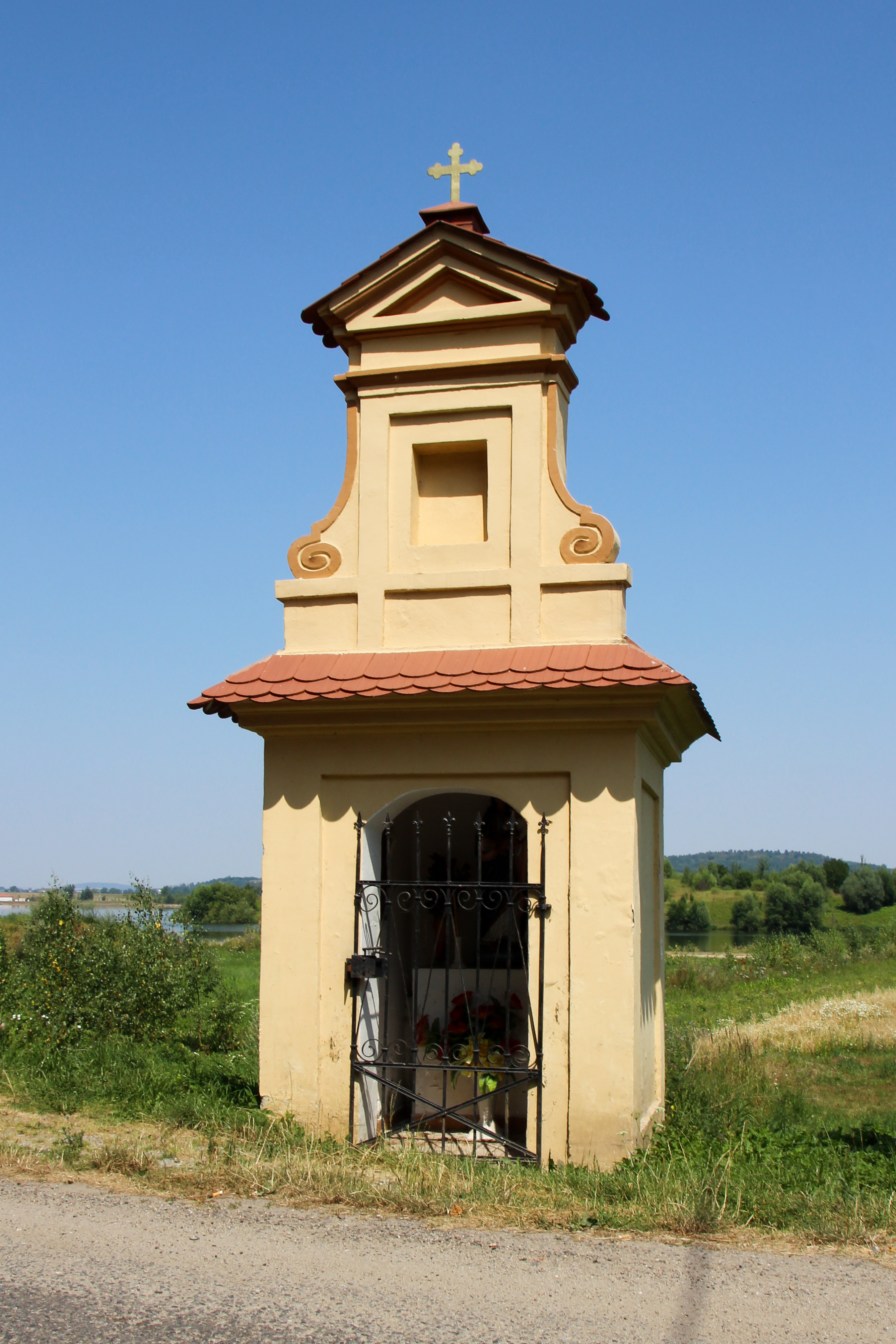
Mariakapelle

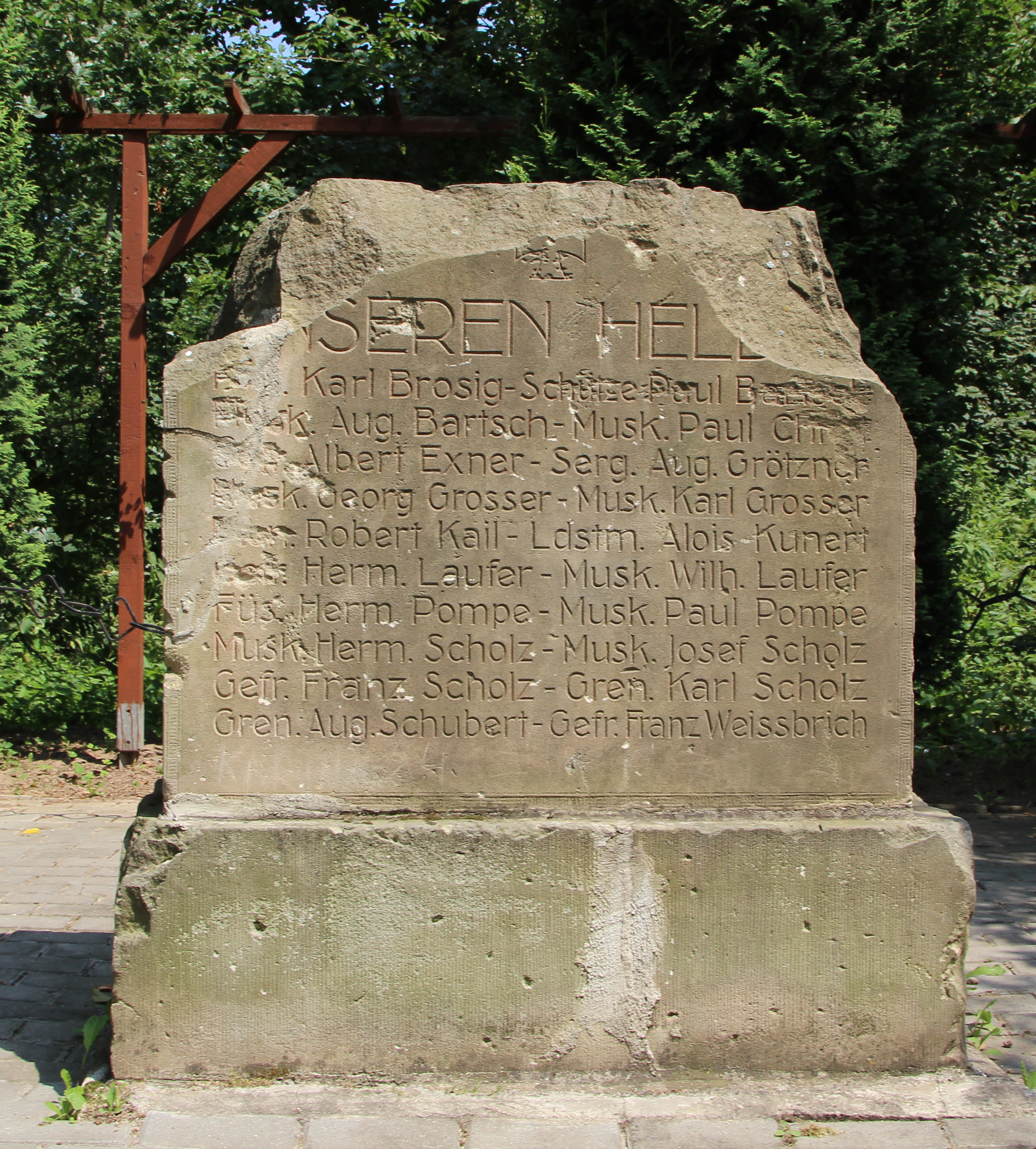
Denkmal für die Gefallenen des Ersten Weltkriegs

Als Paczków im Jahre 1254 gegründet wurde, gab es Kosel schon. Es gehörte ursprünglich zum Herzogtum Münsterberg. Wann der Ort deutsches Recht erhielt, ist nicht bekannt. Die Bevölkerung wird im 13. Jahrhundert gemischt aus Polen und Deutschen zusammengesetzt gewesen sein. Im 14. Jahrhundert stiftete die Schulzin Elisabeth Lenge Geld für den Ausbau der Pfarrkirche in Patschkau – ein Hinweis, dass damals diese Kirche errichtet worden ist. Zu dieser Pfarrei gehört das Dorf auch bis heute. 1379 wurde der Ort als Kosla erwähnt.
Im Dreißigjährigen Krieg wurde der Ort – wie die ganze Umgebung – verwüstet; in der Folge siedelten sich dort Soldaten an.
Nach dem Ersten Schlesischen Krieg 1742 gelangte Kosel mit dem größten Teil Schlesiens an Preußen.
Nach der Säkularisation des Fürstentums Neisse 1810 wurde die weltliche Herrschaft der Breslauer Bischöfe beendet. Mit der Neugliederung Schlesiens 1813 wurde Kosel, das bis dahin zum Regierungsbezirk Breslau gehörte, dem oberschlesischen Regierungsbezirk Oppeln eingegliedert. Ab 1816 gehörte es zum neu errichteten Landkreis Neisse, mit dem es bis 1945 verbunden blieb. 1817 wurde im Ort eine Schule eingerichtet. 1843 wurde ein neues Schulgebäude erbaut. 1845 bestanden im Dorf ein Lehngut, eine katholische Schule, eine Betkapelle sowie 51 weitere Häuser. Im gleichen Jahr lebten in Kosel 325 Menschen, allesamt katholisch. Eingepfarrt waren die Bewohner nach Patschkau. 1855 lebten 325 Menschen in Kosel. 1865 bestanden im Ort 12 Bauern-, 10 Gärtnerstellen und 13 Häuslerstellen sowie eine Ziegelei und eine Schankwirtschaft. Zusammen mit den Landgemeinden Fuchswinkel, Gostitz, und Kamitz sowie den gleichnamigen Gutsbezirken gehörte Kosel ab 1874 zum Amtsbezirk Patschkau. 1885 zählte Kosel 277 Einwohner.
1925 besuchten 47 Kinder die einklassige Schule. 1933 lebten 293 Menschen im Kosel. 1935 wurde das alte Schulgebäude aus dem Jahre 1843 durch ein neues ersetzt. 1939 zählte Kosel 300 Einwohner.
Als Folge des Zweiten Weltkriegs fiel Kosel 1945 an Polen, wurde in Kozielno umbenannt und der Woiwodschaft Schlesien angeschlossen. Die deutsche Bevölkerung wurde vertrieben. 1950 wurde es in die Woiwodschaft Oppeln eingegliedert. 1999 kam es zum wiederbegründeten Powiat Nyski. Zwischen 1995 und 2003 wurde der Jezioro Paczkowskie (Patschkauer Stausee) angelegt.

### Einwohnerentwicklung
- 1784: 36 Stellen
- 1845: 316 Einwohner, 51 Häuser
- 1895: 300 Einwohner, 65 Haushalte
- 1939: 300 Einwohner, 73 Haushalte;[8]

## Sehenswürdigkeiten
- Betkapelle St. Maria
- Friedhof mit Friedhofskapelle

## Vereine
- Fußballverein LZS Kozielno